# Могучие рейнджеры (новая версия)
Могучие рейнджеры (новая версия) (англ. Mighty Morphin Power Rangers (re-version)) - американский телевизионный сериал, созданный Хаимом Сабаном и Шуки Леви, который транслировался на ABC Kids с 2 января 2010 года по 28 августа 2010 года. Сериал является ретрансляцией примерно половины первого сезона сериала «Могучие рейнджеры», который первоначально транслировался в 1993 году. BVS Entertainment добавили новые визуальные эффекты и обновили начальные титры. Хотя в этом телешоу и не было ничего нового,Saban Brand официально признавали его 18-м сезоном сериала «Могучие рейнджеры» вплоть до начала продвижения сезона «Могучие рейнджеры: Мегафорс», во время которого тот был объявлен как 20 сезон сериала.

## Персонажи

### Рейнджеры
- Джейсон Ли Скотт — Красный Рейнджер (также первоначальный лидер команды); роль играет Остин Сент-Джон.
- Зак Тейлор — Чёрный Рейнджер (также выступающий как второй командующий); роль играет Уолтер Эммануил Джонс.
- Билли Крэнстон — Синий Рейнджер; роль играет Дэвид Йост.
- Трини Кван — Жёлтый Рейнджер; роль играет Туи Транг.
- Кимберли Харт — Розовый Рейнджер; роль играет Эми Джо Джонсон.
- Томми Оливер — Зелёный Рейнджер; роль играет Джейсон Дэвид Фрэнк.

### Союзники и прочие персонажи
- Зордон — межпространственное существо, пойманное в ловушку во времени, он — мудрый наставник рейнджеров, который также наделил их способностями. Роль озвучивает и играет Дэвид Филдинг.
- Альфа 5 — многофункциональный получувствительный автоматон из Эденоя и надежный робот-помощник Зордона, отвечающий за ежедневные операции и обслуживание командного центра. Роль играет Сэнди Селлнер; озвучивает Ричардом Стивен Хорвиц.
- Эрни — владелец Молодежного центра Энджел Гроув. Роль играет Ричард Дженелл.
- Мистер Каплан — очень строгий и дисциплинарный директор средней школы Энджел Гроув, который часто поощрял своих учеников во внеурочной деятельности. Роль играет Генри Кэнноном.
- Мисс Эпплби — учитель в средней школе Энджел Гроув. Роль играет Ройс Херрон.
- Анжела — девушка привязанности Зака. Роль играет Рене Григгс.

### Антагонисты
- Рита Репульса — одна из главных антагонистов. Межгалактическая колдунья, стремящаяся контролировать Вселенную. Роль играет Мачико Сога, озвучивает Барбара Гудсон.
- Голдар — силовик Риты, лицемерный и гнусный. Роль озвучивает Керриган Махан.
- Скватт и Бабу — дуэт несообразительных приспешников. Роль озвучивают Майкл Джон Сорич и Колин Филлипс.
- Финстер — руководитель мастерской по созданию монстров. Роль озвучивает Роберт Аксельрод.
- Скорпина — женщина—скорпион, наряду с Голдаром является одной из безжалостных и опасных воинов Риты. Роль играет Ами Каваи, озвучивает Венди Ли.
- Злые Могучие рейнджеры.
- Рейнджеры — мутанты.
- Серый Патруль — основные пехотинцы Риты Репульсы. Физически, стойкостью и умом не сильны, но их численный перевес может доставить немало хлопот.
  - Супер Серый Патруль — усиленная версия Серого Патруля.
- Локар — могущественный чародей, старый друг Риты. Роль играет Масахико Урано, озвучивает Роберт Аксельрод.

## Эпизоды
| № общий | № в сезоне | Название                                                                                    | Режиссёр           | Автор сценария                                | Дата премьеры   |
| ------- | ---------- | ------------------------------------------------------------------------------------------- | ------------------ | --------------------------------------------- | --------------- |
| RV1     | 1          | «Мусорные беглецы» «Day of the Dumpster»                                                    | Адриан Карр        | Тони Оливер и Шуки Леви                       | 2 января 2010   |
| RV2     | 2          | «Дай пять» «High Five»                                                                      | Адриан Карр        | Стив Крамер                                   | 2 января 2010   |
| RV3     | 3          | «Быть одной командой» «Teamwork»                                                            | Роберт Хьюз        | Шерил Сабан                                   | 9 января 2010   |
| RV4     | 4          | «Проблемы с весом» «A Pressing Engagement»                                                  | Адриан Карр        | Джефф Декман и Ронни Спелинг                  | 9 января 2010   |
| RV5     | 5          | «Звуки музыки» «Different Drum»                                                             | Джефф Рейнер       | Джулианна Клемм                               | 16 января 2010  |
| RV6     | 6          | «Бой едой» «Food Fight»                                                                     | Роберт Хьюз        | Шерил Сабан                                   | 16 января 2010  |
| RV7     | 7          | «Старшие сестры» «Big Sisters»                                                              | Джефф Рейнер       | Гари Гласберг и Шуки Леви                     | 23 января 2010  |
| RV8     | 8          | «Перемены мест» «Switching Places»                                                          | Джефф Рейнер       | Шуки Леви и Стив Крамер                       | 30 января 2010  |
| RV9     | 9          | «А у нас супер глаз» «I, Eye Guy»                                                           | Дэвид Блит         | Стюарт Ст. Джон                               | 6 февраля 2010  |
| RV10    | 10         | «Нечестная игра на высоте» «Foul Play in the Sky»                                           | Шуки Леви          | Шуки Леви                                     | 13 февраля 2010 |
| RV11    | 11         | «Не лезь в бутылку» «For Whom the Bell Trolls»                                              | Роберт Хьюз        | Джефф Декман, Ронни Спелинг и Стюарт Ст. Джон | 20 февраля 2010 |
| RV12    | 12         | «С днем рожденья, Зак» «Happy Birthday, Zack»                                               | Джефф Рейнер       | Стюарт Ст. Джон                               | 27 февраля 2010 |
| RV13    | 13         | «Клоунада» «No Clowning Around»                                                             | Адриан Карр        | Марк Хоффмейер                                | 27 марта 2010   |
| RV14    | 14         | «Зелёный и злой. Часть 1 - Неконтролируемый» «Green with Evil, Part I: Out of Control»      | Роберт Хьюз        | Гари Гласберг и Стюарт Ст. Джон               | 3 апреля 2010   |
| RV15    | 15         | «Зелёный и злой. Часть 2 - Битва Джейсона» «Green with Evil, Part II: Jason's Battle»       | Роберт Хьюз        | Том Уайнер, Шерил Сабан и Стюарт Ст. Джон     | 10 апреля 2010  |
| RV16    | 16         | «Зелёный и злой. Часть 3 - Спасение» «Green with Evil, Part III: The Rescue»                | Роберт Хьюз        | Марк Райан и Стюарт Ст. Джон                  | 8 мая 2010      |
| RV17    | 17         | «Зелёный и злой. Часть 4 - Похищение зордов» «Green with Evil, Part IV: Eclipsing Megazord» | Роберт Хьюз        | Синди МакКей и Стюарт Ст. Джон                | 22 мая 2010     |
| RV18    | 18         | «Зелёный и злой. Часть 5 - Снятие заклятия» «Green with Evil, Part V: Breaking the Spell»   | Роберт Хьюз        | Гари Гласберг и Стюарт Ст. Джон               | 5 июня 2010     |
| RV19    | 19         | «Проблемы с Шеллшлок» «The Trouble with Shellshock»                                         | Дэвид Блит         | Стюарт Ст. Джон и Джулианна Клемм             | 17 июля 2010    |
| RV20    | 20         | «Крохотный паук» «Itsy Bitsy Spider»                                                        | Роберт Хьюз        | Стив Крамер                                   | 17 июля 2010    |
| RV21    | 21         | «Могучие рейнджеры хулиганы» «Power Ranger Punks»                                           | Дэвид Блит         | Марк Хоффмейер                                | 24 июля 2010    |
| RV22    | 22         | «Цветочная платформа» «The Spit Flower»                                                     | Дэвид Блит         | Пегги Николл                                  | 24 июля 2010    |
| RV23    | 23         | «Жизнь - маскарад» «Life's a Masquerade»                                                    | Роберт Хьюз        | Шерил Сабан                                   | 31 июля 2010    |
| RV24    | 24         | «Ганг Хо!» «Gung Ho!»                                                                       | Роберт Хьюз        | Марк Хоффмейер                                | 31 июля 2010    |
| RV25    | 25         | «Остров иллюзий. Часть 1» «Island of Illusion, Part I»                                      | Теренс Х. Уинклесс | Крис Шун и Шуки Леви                          | 7 августа 2010  |
| RV26    | 26         | «Остров иллюзий. Часть 2» «Island of Illusion, Part II»                                     | Теренс Х. Уинклесс | Стюарт Ст. Джон,Крис Шун и Шуки Леви          | 7 августа 2010  |
| RV27    | 27         | «Колесо неудач» «Wheel of Misfortune»                                                       | Теренс Х. Уинклесс | Марк Райан и Шерил Сабан                      | 14 августа 2010 |
| RV28    | 28         | «Мир, дружба, мадам Во» «Peace, Love and Woe»                                               | Роберт Хьюз        | Джулианна Клемм                               | 14 августа 2010 |
| RV29    | 29         | «Тёмный воин» «Dark Warrior»                                                                | Теренс Х. Уинклесс | Джефф Декман, Ронни Спелинг и Марк Хоффмейер  | 21 августа 2010 |
| RV30    | 30         | «Каменный метеор» «The Rockstar»                                                            | Теренс Х. Уинклесс | Пегги Николл                                  | 21 августа 2010 |
| RV31    | 31         | «Спокойствие Кимберли» «Calamity Kimberly»                                                  | Теренс Х. Уинклесс | Том Уайнер и Джулианна Клемм                  | 28 августа 2010 |
| RV32    | 32         | «Рождение звезды» «A Star is Born»                                                          | Теренс Х. Уинклесс | Шерил Сабан                                   | 28 августа 2010 |